# Un enfant viendra
Singles de Mireille Mathieu
Andy
(1979) Par hasard
(1979)
Pistes de Romantiquement vôtre
Et l'amour va mourir Danse la France
Un enfant viendra est une chanson de la chanteuse Mireille Mathieu sortie en France en 1979 chez Philips et se trouvant également sur l'album Romantiquement vôtre. La chanson est chantée avec les Petits chanteurs à la Croix de bois. Elle est également enregistrée en allemand sous le titre Alle Kinder dieser Erde.